# 尼日奧林匹克和國家體育委員會
尼日爾奧林匹克和國家體育委員會（Nigerien Olympic and National Sports Committee）是尼日爾的國家奧林匹克委員會及體育部門。該組織成立於1964年，是國際奧委會和非洲國家奧林匹克委員會聯合會的成員。同年，首次派員參加在日本東京舉行的夏季奧運會。
現時，尼日爾奧林匹克和國家體育委員會的總部設在首都尼亞美，主席是Mahamadou Doula Talata。

## 資料來源
1. ↑  .   [2014-04-28]. （原始内容存档于2016-06-24）.